# Río Motagua
El río Motagua (del xinca: mota/moti  "jade" y wa "lugar" "lugar del jade") es un importante río de la vertiente del mar Caribe de Centroamérica que discurre principalmente por Guatemala, aunque en su tramo final forma frontera con Honduras, y su recorrido se caracteriza como río internacional debido a que su cauce y su cuenca hidrográfica atraviesa o separa los territorios de Guatemala y Honduras. Tiene una longitud de 486 km y drena una amplia cuenca de 12 670 km², que lo convierten en el río más largo y con mayor cuenca de Guatemala.
El río nace en el altiplano occidental de Guatemala (14°56′56″N 91°00′32″O / 14.949022, -91.008897), donde se le llama también río Grande, y corre al oriente hasta desembocar en el mar del Caribe cerca de Puerto Barrios (15°43′28″N 88°13′18″O / 15.724534, -88.221588). En sus últimos kilómetros el río marca la frontera entre Guatemala y Honduras, trazándola desde el curso de agua desde la confluencia del rio Tinto con rio Motagua ——. La cuenca del río Motagua tiene una superficie de 12 670 km² y es la cuenca más larga en Guatemala.
El rio tiene una bifurcación fluvial en el tramo final a su desembocadura al mar Caribe, formando de su caudal principal dos brazos fluviales, el brazo occidental y el brazo oriental, este último traza la frontera con Honduras, hasta su desembocadura entre las puntas de punta Puerto Barrios y punta de Motagua (antiguamente también descrita como Punta del Mangle). El brazo oriental era el cauce principal antiguamente (cauce viejo).
En el valle del Motagua se encuentra la única fuente de jade de Mesoamérica y fue una ruta comercial importante durante la era precolombina. El sitio maya de Quiriguá se sitúa en la orilla norte del río y en sus alrededores se encuentran diferentes sitios para trabajar el jade.
La cuenca del Motagua también marca la falla de Motagua, la frontera tectónica entre la placa Norteamericana y la placa del Caribe. La falla de Motagua ha producido algunos de los terremotos más destructivos en Guatemala.

## Problemas ambientales
En los últimos años el río Motagua ha sido muy amenazado por la contaminación de desechos mayormente de la ciudad de Guatemala. La contaminación que producen las toneladas de basura y desechos sólidos, al igual que la de Deforestación están acabando con la Flora y Fauna del río motagua. La contaminación es  tanta que cada año en época de lluvias, el río arrastra toda la basura y desperdicios que esta a lo largo de su caudal, hasta su desembocadura entre Guatemala y Honduras esparciendo la contaminación a lo largo de más de 30 km de Playa  siendo la costa y fauna marina de Honduras la más afectada.   

## Historia e importancia económica
El río y su cauce han sido de vital importancia para la vida económica de Guatemala; desde la época colonial la vía se ha utilizado para el transporte de mercadería ya sea por barcazas, ferrocarril o carretera hasta la costa del Océano Atlántico.

### Durante la colonia española

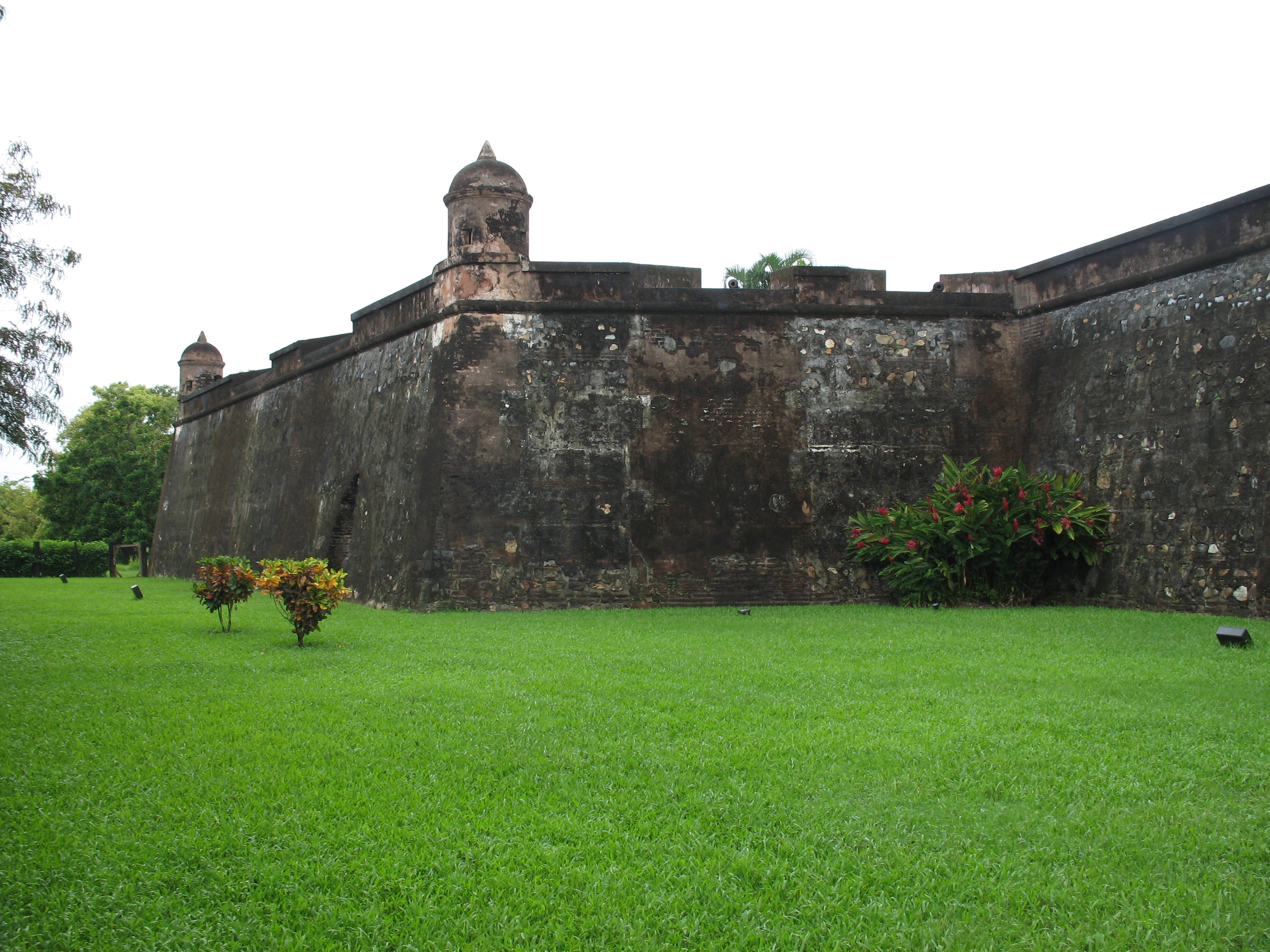
Castillo de San Fernando de Omoa en Honduras. Único puerto en el Atlántico durante la Colonia Española (1524-1821).

Durante la colonia española (1524-1821), el único puerto en la costa del océano Atlántico cercano a lo que actualmente es Guatemala era el Puerto de Omoa, en la actual Honduras, a donde llegaban todos los productos proveniente de Europa, y de donde salían las exportaciones de añil y grana hacia el Viejo Continente; para llegar a la provincia de Guatemala, se utilizaban naves pequeñas, que llevaban los productos que dicha provincia necesitaba o exportaba. Ya en Guatemala, los pequeños barcos entraban por el Río Motagua, el cual era navegable hasta el lugar conocido como Gualán, en la actual Zacapa; luego, los productos eran transportados en embarcaciones ligeras llamadas piraguas hacia el pueblo de Tocoy Tzima en el moderno departamento de El Progreso para finalmente ser transportados a la Ciudad de Guatemala en yuntas.  A lo largo de ese camino fluvial, se iban formando pequeñas poblaciones a orillas del río, en donde se iban radicando pobladores que poco a poco iban estableciéndose tierra adentro.

### Reforma liberal
El Ferrocarril del Norte de Guatemala fue un ambicioso proyecto ferroviario emprendido por el general Justo Rufino Barrios quien al morir en 1885 lo dejó inconcluso. Su sobrino, el presidente José María Reina Barrios retomó el proyecto y logró llegar desde Puerto Barrios hasta El Rancho, a solo noventa millas de la Ciudad de Guatemala, siguiendo un trazado paralelo al cauce del río Motagua.  Cuando la construcción parecía que iba a concluirse felizmente, Reina Barrios organizó la Exposición Centroamericana para 1897, principalmente para mostrar a potenciales inversionistas extranjeros la infraestructura ferroviaria de Guatemala, que —de haberse concluido— habría competido con un canal interoceánico que todavía no se había construido.  Desafortunadamente, los precios internacionales del café —único producto de exportación de Guatemala— y de la plata cayeron estrepitosamente, llevando a la ruina a Guatemala, y dejando inconcluso el ferrocarril.
Tras el asesinato de Reina Barrios, su sucesor, el licenciado Manuel Estrada Cabrera otorgó la concesión de la construcción del ferrocarril a una empresa norteamericana, la cual lo concluyó en 1908.  Para entonces, el ferrocarril ya no era estratégico, pues el Canal de Panamá ya estaba casi concluido y el gobierno guatemalteco lo otorgó en concesión a la United Fruit Company y su subsidiaria International Railways of Central America, la cual gozó del monopolio del transporte de carga y pasajeros hasta la década de 1950, cuando el gobierno del coronel Jacobo Árbenz Guzmán inició la construcción de la carretera al Atlántico, siempre paralela al cauce del río Motagua.

### La Carretera al Atlántico

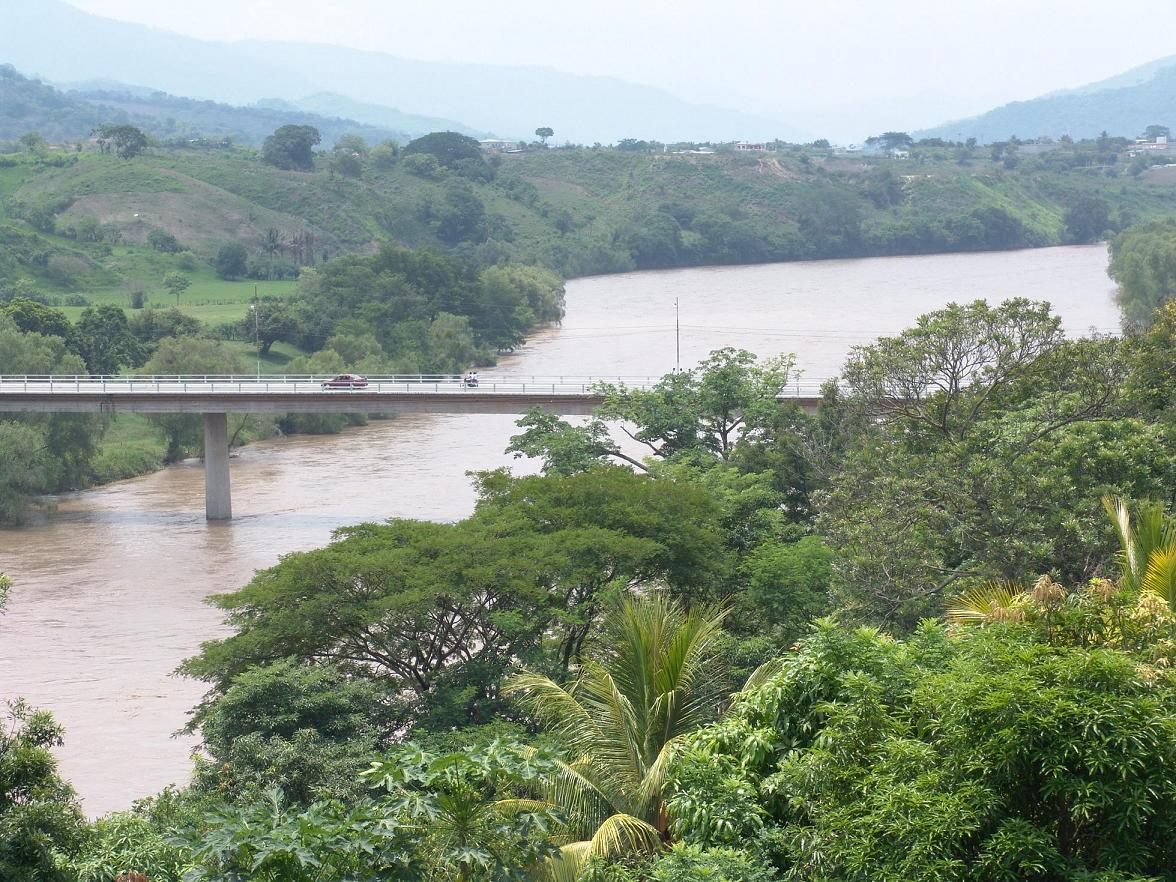
Río Motagua a su paso por Gualán en 2014.

Hasta el gobierno del coronel Jacobo Arbenz Guzmán (1951-1954), el principal medio de transporte en Guatemala era el ferrocarril, el cual era administrado por la (IRCA); para transporte menor, se utilizaba todavía la navegación por el Motagua y el camino de terracería que actualmente es la Carretera al Atlántico «Jacobo Arbenz», y que entonces se denominada «Carretera del Golfo». Esta sencilla carretera de terracería iba de la Ciudad de Guatemala hasta Los Amates en Izabal y fue originalmente construida durante el gobierno del general Jorge Ubico Castañeda (1931-1944), empleando para ello la mano de obra gratuita de los jornaleros de la región por medio de la ley de vialidad y de la ley de vagancia, las cuales obligaban a los jornaleros que no poseían tierras a cumplir cierto número de jornales en la fincas cafetaleras del país, y si no podían demostrarlo, entonces tenían que trabajar gratuitamente en la construcción de carreteras.  La carretera se construyó sin maquinaria pesada, y utilizando únicamente palas y piochas.
A fin de establecer la infraestructura física indispensable para viabilizar el desarrollo capitalista «independiente» y nacional, que permitiese deshacerse de la dependencia extrema de los Estados Unidos de América y rompiese los monopolios norteamericanos que operaban en el país, básicamente los de la economía del enclave bananero, comenzó la planificación e inicio de la construcción de la carretera al Atlántico, la cual tenía por objeto competir en el mercado con el monopolio en los transportes terrestres ejercido por la «frutera», a través de otra de sus subsidiarias, la International Railways of Central America (IRCA) y que tenían la concesión desde 1904, cuando se las otorgó Manuel Estrada Cabrera. La construcción de la carretera al Atlántico se inició por parte del Departamento de Caminos del Ministerio de Comunicaciones y Obras Públicas, colaborando el batallón de ingenieros del ejército. La forma planeada era construirla paralela a la línea férrea —es decir, paralela al cauce del río Motagua—, en la medida de lo posible. La misma función competitiva ejercería la construcción y posterior funcionamiento de un Puerto Nacional en el Atlántico, Santo Tomás de Castilla, ya que Puerto Barrios era también propiedad del monopolio de Nueva Orleans.
Tras el derrocamiento de Árbenz en 1954, su sucesor, el coronel Carlos Castillo Armas tuvo que concluir la carretera y, tal como había planificado Arbenz, el monopolio ferrocarrilero perdió su poder económico, al punto que en 1968 la IRCA regresó la infraestructura al Estado de Guatemala y en 1996 el tren dejó de operar.

### Guerra Civil de Guatemala
El río se convirtió en un macabro referente durante la Guerra Civil de Guatemala, ya que numerosos cadávares atados de pies y manos aparecieron en sus márgenes, sin que se supiera exactamente desde donde los arrojaban a la corriente.  Durante ese tiempo, la población se refería al Motagua como «Motagua, tu tumba».

### Terremoto de 1976

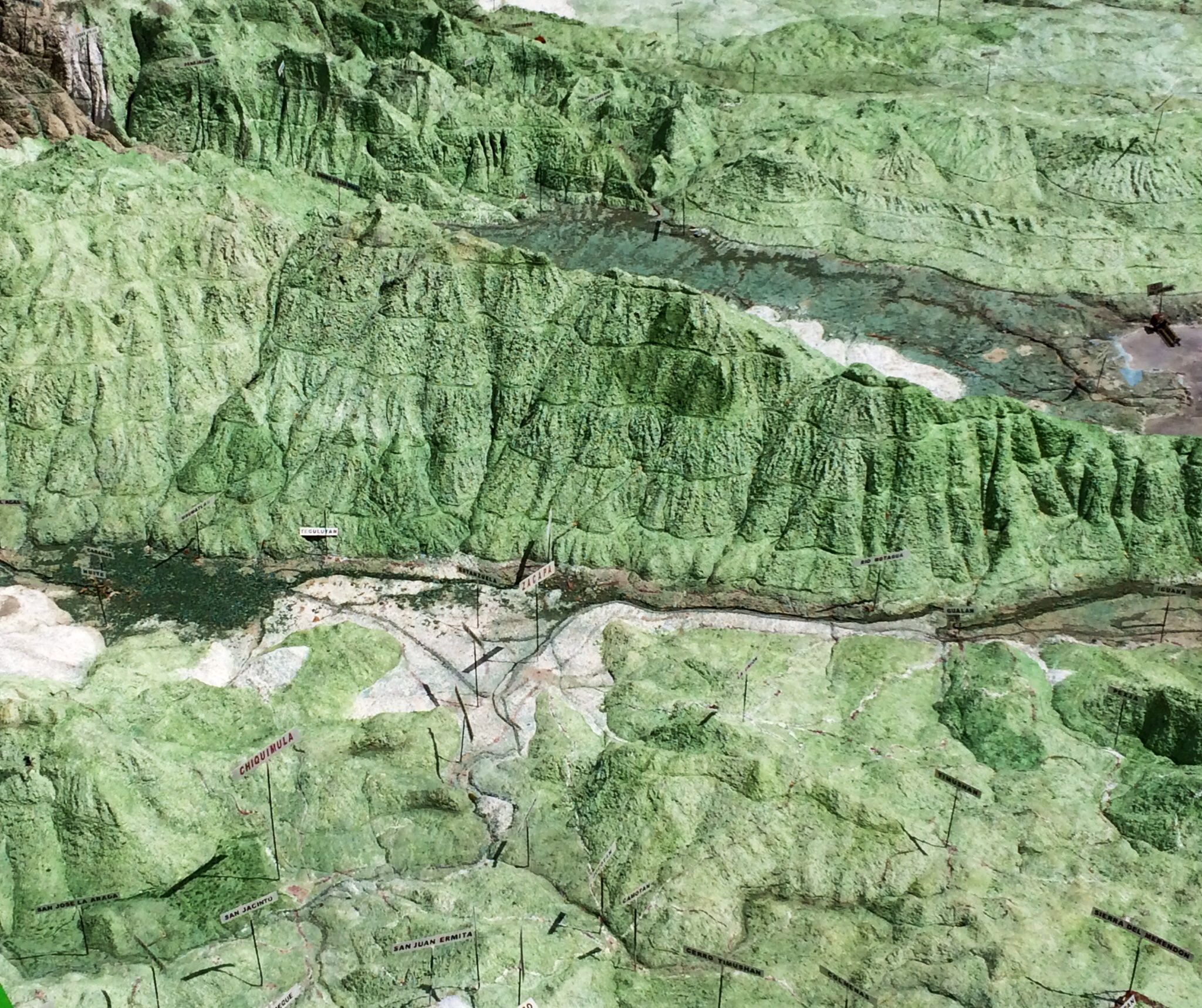
Sierra de Las Minas, Río Motagua y Río Polochic tal y como se aprecian en el Mapa en Relieve de Guatemala.

El Terremoto de Guatemala de 1976 ocurrió el miércoles 4 de febrero de 1976 a las 03:01:43 hora local (09:01:43 UTC). El sismo tuvo una magnitud de 7.5 grados en la escala de Richter y se produjo a una profundidad de 5 kilómetros, cerca de la ciudad de Los Amates, en el departamento de Izabal y sobre la falla del río Motagua; en solo unos segundos un tercio de la Ciudad de Guatemala quedó reducido a escombros y miles de edificios colapsaron; el terremoto se sintió también en Belice, El Salvador, Honduras y México, hasta donde se sintieron sus ondas telúricas en la Ciudad de México. También se registró un gran número de réplicas.  Los efectos del terremoto fueron devastadores: aproximadamente veintitrés mil personas fallecieron, setenta y seis mil resultaron heridos y hubo más de un millón de damnificados.
El terremoto se produjo durante la noche cuando la mayoría de la población se encontraba durmiendo dentro de sus casas. Esto ha contribuido al elevado número de víctimas y sucedió en plena guerra civil que abatió al país entre 1960 y 1996. El sismo también ocasionó daños al patrimonio cultural de la nación.

## Atractivos turísticos

### Sitio Arqueológico Quirigua
Quiriguá es considerado el sitio arqueológico restaurado más antiguo. Tiene una planicie de cerca de 10 kilómetros de ancho, a las riberas del Motagua, y una altura de 75 metros sobre el nivel del mar y a una latitud de 15°16'10" y longitud de -89°02'25".  La mayor parte de los monumentos se ubican en una área boscosa que comprende una extensión de 70 hectáreas se cree, por la similitud de arquitectura y cerámica, que Copán colonizó a Quiriguá y que fue ocupada por agricultores.  Este sitio fue descubierto gracias a las excavaciones realizadas cuando los propietarios, los hermanos Payés, decidieron dividir su propiedad para construir una empresa agrícola cerca de 1840. Dentro de las múltiples estructuras arqueológicas, destacan la Estela E, la cual es la columna de piedra más grande que se conoce hasta el momento, esculpida en el año 771 A.J., y cuya altura alcanza los 10 metros con 67 centímetros.
En 1910, la United Fruit Company recibió Quiriguá y toda la tierra en los alrededores para la producción de plátano por intermedio de una generosa concesión otorgada por el gobierno del entonces presidente, licenciado Manuel Estrada Cabrera. La frutera reservó treinta hectáreas alrededor del centro ceremonial y las clasificó como parque arqueológico, dejando así una isla de selva entre las plantaciones. Más trabajo arqueológico fue realizado de 1910 a 1914 por Edgar Lee Hewett y Sylvanus Morley de la Escuela de Arqueología Americana en Santa Fe. Réplicas de yeso de las estelas de Quiriguá hechas con los moldes de Hewitt fueron exhibidas en la Exposición Panamá-California de 1915 en San Diego, California.